# Промоция
Промоция в маркетинга означава представяне на даден продукт, продуктова линия, услуга с цел запознаване на аудиторията, привличане на вниманието на потенциалните клиенти и насърчаване на продажбите.
Промоцията може да бъде различна по вид, като в най-честия си вариант тя е свързана с намаляване на цената на услугата, с което тя се превръща в атрактивна за пазара. Промоциите са за определен период от време, който зависи от характера на промотирания продукт или услуга. Когато даден продукт е в промоция, за него се използват фрази като специална оферта, топ оферта, разпродажба, изгодно предложение, отстъпка, намаление.
Промотирането може да се осъществи лично (чрез пряка връзка с потенциалните клиенти) или чрез различни медии, социални мрежи, електронна поща, уеб страници на производители или дистрибутори. Обикновенно промоционалните продукти се разполагат (илюстрират) на видимо място.
В по-широк смисъл промоция означава официалното връчване на научна степен или на титла.
В спорта с промоция се означава изкачването в по-горна лига или дивизия.

## Етимология
Терминът „промоция“ произлиза от английската дума promotion, която идва от латинската promotionem, означаваща „движение напред“. Думата навлиза в английския език през 14 век. Използването на термина „промоция“ за означаване на реклама или публичност е регистрирано за първи път през 1925 г.